# 조 지라디
조 지라디(Joseph Elliot Girardi, 1964년 10월 14일 ~ )는 미국 메이저 리그에서 활동했던 선수로, 현재 메이저 리그 베이스볼의 감독이다. 1989년 데뷔 후, 2003년 은퇴할 때까지 15년 동안 시카고 컵스, 콜로라도 로키스, 뉴욕 양키스, 그리고 세인트루이스 카디널스에서 활동했다. 이후 2006년에는 플로리다 말린스 감독을 맡아 내셔널리그의 최우수 감독에도 선정된 적이 있다. 2008년부터 2017년까지는 뉴욕 양키스의 감독을 맡아 2009년 월드 시리즈에서 팀을 우승으로 이끌었다.

## 경력

### 프로 입단 전
일리노이 주의 이스트 피오리아(East Peoria)에서 태어난 그는, 고교 시절에는 야구부에서는 포수로 플레이하면서 미식축구부에서 쿼터백으로 활약했다. 노스웨스턴 대학교(Northwestern University) 진학해서 야구를 하면서 산업공학을 전공했다. 그리고 노스웨스턴 대학 최초로 신입생이 남학생 사교클럽(Alpha Tau Omega)의 회장을 맡기도 했다.

### 선수시절
1986년 아마추어 드래프트 5순위로 시카고 컵스에 입단해서 1988년에 베네수엘라 윈터리그의 Águilas del Zulia 팀에 파견된 후 1989년에 포수로 메이저 리그 데뷔를 했다. 1992년에 내셔널리그에 가입하는 콜로라도 로키스와 플로리다 말린스를 위한 확장 드래프트에서 지명되어 콜로라도로 이적해 1995년까지 뛰었다. 1995년 말에 뉴욕 양키스의 투수인 마이크 드장(Mike DeJean)과 트레이드되어 1996년부터 양키스에서 뛰게 되었다.
양키스에서 1999년까지 4년 동안 활약하면서 앤디 페티트, 데이빗 웰스, 데이빗 콘, 마리아노 리베라 등의 투수와 호흡을 맞추면서 세 번의 월드시리즈 우승을 경험했고, 드와이트 구든의 1996년 노히트노런 게임과 데이빗 콘의 1999년 퍼펙트 게임에서 포수 마스크를 쓰기도 했다. 양키스가 포수 유망주인 호르헤 포사다를 메이저로 승격시켰을 때에 라이벌로 출전 기회를 경쟁하면서 선배 포수의 경험을 전수해주었다.
2000년에 첫 팀이었던 컵스로 이적해 올스타전에 첫 선발되기도 했다.
2003년에는 세인트루이스 카디널스로 옮겨서 선수생활을 지속했다.

### 은퇴와 말린스 감독 시절
2004년 양키스의 스프링 캠프에 초청 선수로 참가했으나 메이저로 승격되지는 못해 시즌을 앞두고 은퇴를 결정했다. 이후 양키스 산하의 케이블 방송국인 YES 네트워크에서 해설자가 되었다.
2005년 플로리다 말린스에서 향후 감독 승격을 보장하는 벤치 코치 계약을 제의했으나 거절하고 양키스의 조 토리 감독 밑에서 1년 동안 벤치코치를 맡았다.
2006년, 잭 매키언 감독 후임으로 플로리다 말린스의 감독이 되자 처음 선수들에게 지시한 것은 턱수염 금지령이었다. 말린스는 당시 주전 선수 대부분을 트레이드와 자유계약 선수로 내보내는, 이른바 '파이어 세일'을 하면서 전력이 많이 약화된 상태였다. 선수단 총 연봉이 1,490만 달러로 슈퍼스타 한 명 연봉보다 못한 수준이었다. 시즌 초반에는 9승 24패, 17승 34패를 기록했을 때만 해도 전망은 어두워보였지만 9월 9일 5할 승률을 기록하며 와일드카드 경쟁에서 상위에 올랐고, 78승 84패의 성적으로 지구 4위로 시즌을 마쳤다. 시즌 후 뉴욕 메츠의 윌리 랜돌프 감독을 제치고 내셔널리그 최우수 감독에 선정되면서, 메이저 리그 역사상 처음으로 5할 미만 승률 팀의 감독이 감독상을 받게 되었다.
하지만 8월 초, 구단주 제프리 로리아(Jeffrey Loria)가 주심 Larry Vanover에게 야유를 보낸 일로 크게 다툰 이후 지라디는 해고 되고 말았고, 10월 3일에 구단 공식 발표가 났다.
지도력을 인정받은 그가 자유롭게 되자 양키스, 컵스 등의 팀이 관심을 표했다. 양키스는 팀이 2006년 ALDS에서 탈락하자 조 토리 감독 후임으로 그를 고려했으나 토리 감독의 유임으로 없던 일이 되었다. 컵스는 더스티 베이커의 후임으로 그와 면접까지 했으나 결국 루 피넬라로 결정했다. 이후 워싱턴 내셔널스의 제안이나 볼티모어 오리올스의 샘 펄러조(Sam Perlozzo) 후임 제안을 모두 고사했다. 2007년에는 다시 YES에서 해설자 생활을 했다.
훌륭한감독

## 양키스 감독 시절

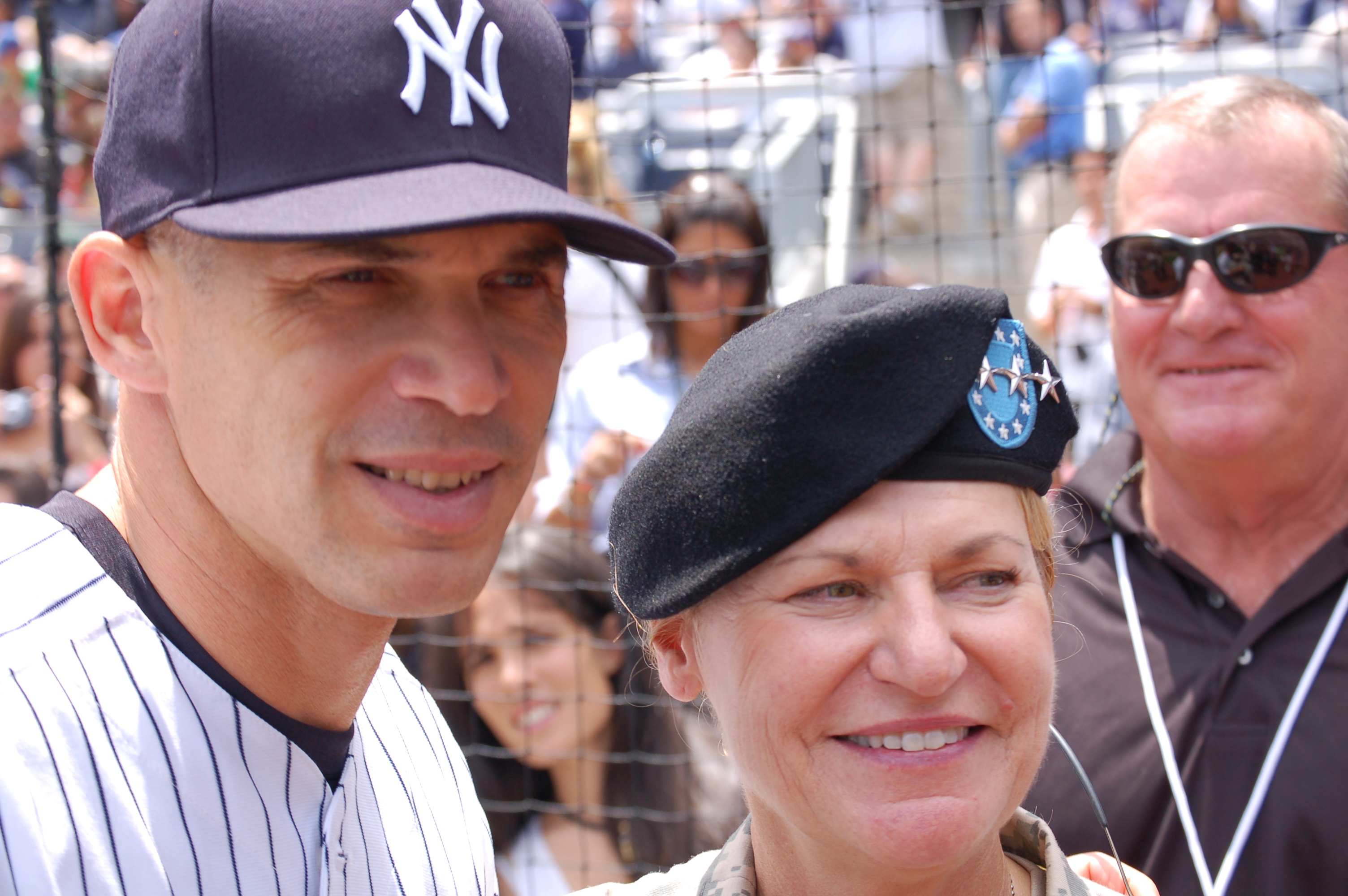
2009년 6월 14일 양키스와 메츠 경기에서 앤 E. 던우디 장군과 조지라디

2008년, 양키스는 조 토리 감독 후임으로 돈 매팅리, 토니 페냐와 함께 그를 검토했고, 결국 그와 총액 750만 달러에 2010년까지 3년 계약을 맺었다. 현역 시절 그의 등번호는 25번이었으나 제이슨 지암비가 달고 있었기 때문에 대신에 27번을 선택했다. 26번의 월드시리즈 우승을 했던 양키스의 27번째 우승을 이끌고 싶은 바람이 담겨 있었다.
첫 해 지구 3위로 포스트시즌 진출에 실패하면서 팀의 14년 연속 진출 기록이 무산되었다. 하지만 이듬해인 2009년 팀을 3년 만에 지구 1위에 올려 포스트시즌에 진출했고, 6년만의 아메리칸리그 챔피언, 그리고 9년만의 월드시리즈 우승으로 27번째 우승 기록을 세웠다. 우승 후 인터뷰에서 등번호대로 27번째 우승을 거뒀으니 다음 우승을 위해서 등번호를 28번으로 바꾸겠다고 한 뒤, 실제로 28번을 커티스 그랜더슨(Curtis Granderson)에게서 양보받았다.
2010년에는 또다시 지구 1위를 차지해서 디비전 시리즈에서는 미네소타 트윈스를 3-0으로 물리쳤으나, 챔피언십 시리즈에서 클리프 리를 앞세운 텍사스 레인저스에게 시리즈 전적 4-2로 패퇴했다.
2010년 시즌 후 양키스와 재계약을 맺어 3년 동안 더 양키스를 지휘하기로 했다.

## 통산 성적

### 연도별 타격 성적
| 연 도      | 소 속      | 경 기 | 타 석 | 타 수 | 득 점 | 안 타 | 2 루 타 | 3 루 타 | 홈 런 | 루 타 | 타 점 | 도 루 | 도 루 자 | 희 생 번 | 희 생 플 | 볼 넷 | 고 4 | 사 구 | 삼 진 | 병 살 타 | 타 율 | 출 루 율 | 장 타 율 | O P S |
| ---------- | ---------- | ----- | ----- | ----- | ----- | ----- | ------- | ------- | ----- | ----- | ----- | ----- | -------- | -------- | -------- | ----- | ---- | ----- | ----- | -------- | ----- | -------- | -------- | ----- |
| 1989년     | CHC        | 59    | 172   | 157   | 15    | 39    | 10      | 0       | 1     | 52    | 14    | 2     | 1        | 1        | 1        | 11    | 5    | 2     | 26    | 4        | .248  | .304     | .331     | .635  |
| 1990년     | CHC        | 133   | 447   | 419   | 36    | 113   | 24      | 2       | 1     | 144   | 38    | 8     | 3        | 4        | 4        | 17    | 11   | 3     | 50    | 13       | .270  | .300     | .344     | .644  |
| 1991년     | CHC        | 21    | 54    | 47    | 3     | 9     | 2       | 0       | 0     | 11    | 6     | 0     | 0        | 1        | 0        | 6     | 1    | 0     | 6     | 0        | .191  | .283     | .234     | .517  |
| 1992년     | CHC        | 91    | 291   | 270   | 19    | 73    | 3       | 1       | 1     | 81    | 12    | 0     | 2        | 0        | 1        | 19    | 3    | 1     | 38    | 8        | .270  | .320     | .300     | .620  |
| 1993년     | COL        | 86    | 350   | 310   | 35    | 90    | 14      | 5       | 3     | 123   | 31    | 6     | 6        | 12       | 1        | 24    | 0    | 3     | 41    | 6        | .290  | .346     | .397     | .743  |
| 1994년     | COL        | 93    | 361   | 330   | 47    | 91    | 9       | 4       | 4     | 120   | 34    | 3     | 3        | 6        | 2        | 21    | 1    | 2     | 48    | 13       | .276  | .321     | .364     | .685  |
| 1995년     | COL        | 125   | 506   | 462   | 63    | 121   | 17      | 2       | 8     | 166   | 55    | 3     | 3        | 12       | 1        | 29    | 0    | 2     | 76    | 15       | .262  | .308     | .359     | .667  |
| 1996년     | NYY        | 124   | 471   | 422   | 55    | 124   | 22      | 3       | 2     | 158   | 45    | 13    | 4        | 11       | 3        | 30    | 1    | 5     | 55    | 11       | .294  | .346     | .374     | .720  |
| 1997년     | NYY        | 112   | 433   | 398   | 38    | 105   | 23      | 1       | 1     | 133   | 50    | 2     | 3        | 5        | 2        | 26    | 1    | 2     | 53    | 15       | .264  | .311     | .334     | .645  |
| 1998년     | NYY        | 78    | 279   | 254   | 31    | 70    | 11      | 4       | 3     | 98    | 31    | 2     | 4        | 8        | 1        | 14    | 1    | 2     | 38    | 10       | .276  | .317     | .386     | .703  |
| 1999년     | NYY        | 65    | 229   | 209   | 23    | 50    | 16      | 1       | 2     | 74    | 27    | 3     | 1        | 8        | 2        | 10    | 0    | 0     | 26    | 16       | .239  | .271     | .354     | .625  |
| 2000년     | CHC        | 106   | 407   | 363   | 47    | 101   | 15      | 1       | 6     | 136   | 40    | 1     | 0        | 6        | 3        | 32    | 3    | 3     | 61    | 12       | .278  | .339     | .375     | .714  |
| 2001년     | CHC        | 78    | 253   | 229   | 22    | 58    | 10      | 1       | 3     | 79    | 25    | 0     | 1        | 2        | 1        | 21    | 4    | 0     | 50    | 2        | .253  | .315     | .345     | .660  |
| 2002년     | CHC        | 90    | 256   | 234   | 19    | 53    | 10      | 1       | 1     | 68    | 13    | 1     | 0        | 5        | 1        | 16    | 3    | 0     | 35    | 10       | .226  | .275     | .291     | .566  |
| 2003년     | STL        | 16    | 26    | 23    | 1     | 3     | 0       | 0       | 0     | 3     | 1     | 0     | 0        | 0        | 0        | 3     | 0    | 0     | 4     | 2        | .130  | .231     | .130     | .361  |
| 통산：15년 | 통산：15년 | 1277  | 4535  | 4127  | 454   | 1100  | 186     | 26      | 36    | 1446  | 422   | 44    | 31       | 81       | 23       | 279   | 34   | 25    | 607   | 137      | .267  | .315     | .350     | .665  |

## 연도별 감독 성적
| 연도 | 팀  | 지구    | 연령 | 시합 | 승리 | 패전 | 승률 | 순위/팀 수 | 비고   | 포스트시즌 승패 |
| ---- | --- | ------- | ---- | ---- | ---- | ---- | ---- | ---------- | ------ | --------------- |
| 2006 | FLA | NL EAST | 42   | 162  | 78   | 84   | .481 | 4 / 5      |        |                 |
| 2008 | NYY | AL EAST | 44   | 162  | 89   | 73   | .549 | 3 / 5      |        |                 |
| 2009 | NYY | AL EAST | 45   | 162  | 103  | 59   | .636 | 1 / 5      | WS우승 | 11승4패         |
| 2010 | NYY | AL EAST | 46   | 162  | 95   | 67   | .586 | 2 / 5      | ALCS   | 5승4패          |
| 2011 | NYY | AL EAST | 47   | 162  | 97   | 65   | .599 | 1 / 5      | ALDS   | 2승3패          |
| 2012 | NYY | AL EAST | 48   | 162  | 95   | 67   | .586 | 1 / 5      | ALCS   | 3승6패          |
| 2013 | NYY | AL EAST | 49   | 162  | 85   | 77   | .525 | 3 / 5      |        |                 |
| 2014 | NYY | AL EAST | 50   | 162  | 84   | 78   | .519 | 2 / 5      |        |                 |
| 2015 | NYY | AL EAST | 51   | 162  | 87   | 75   | .537 | 2 / 5      | ALWC   | 0승 1패         |
| 통산 | 9년 |         |      | 1296 | 813  | 645  | .558 |            |        | 21승18패        |

- WS: 월드 시리즈, LCS: 리그 챔피언십 시리즈, DS: 디비전 시리즈, WC: 와일드 카드